# Резник, Липа Борухович
Липа (Липэ) Борухович Резник (15 июля 1890, Чернобыль — 5 апреля 1944, Кустанай) — еврейский писатель
, поэт и драматург, переводчик.

## Биография
В Киеве Резник жил в доме Ролит (работников литературы), заселенном в декабре 1934 года (тогдашний адрес — Ленина, 68). Жил на третьем этаже в подъезде № 2 в квартире 16. Вместе с Резником в Ролит переехали жена Соня и 7-летний сын Фроим.
22 июня 1941 года началась Великая Отечественная война. Резник прекрасно знал немецкий язык и часто тайком слушал немецкое радио. Буквально через час после вторжения, то есть около пяти часов утра, немецкие дикторы возвестили о начале новой войны на Востоке и о том, что на четыре советских города, среди них и Киев, сбросили бомбы. Делиться с кем-то такими новостями было опасно — «паникёра» и «провокатора» могли расстрелять. Под большим секретом Резник сообщил страшную весть только своему близкому другу Ицику Кипнису.
Был эвакуирован из Киева в Кустанай. В ноябре 1941 года возглавил кафедру русского языка и литературы в Кустанайском учительском институте.
Скончался 5 апреля 1944 года, похоронен в Кустанае.

## Творчество
Резник начинал как поэт-символист (сборники «В бледных цветах», 1921; «Бархат», 1922). Однако утверждение советской власти заставило поэта обратиться к реализму, воспевать события гражданской войны, образы комсомольцев, красноармейцев, Ленина («Панцирник „Гевитер“», лирический цикл «Олимпиада» и другие). Резник стал одним из основателей поэзии на идише в Советском Союзе. Пьесы Резника неоднократно ставились на сценах еврейских театров не только на Украине.
Сборники стихов:
- «Родина» (1929),
- «Рассвет» (1935),
- «Слава» (1939).

Пьесы:
- «Восстания» (1928),
- «Доня» (1938).

Переводил произведения украинских поэтов. На украинском языке издали книгу Резника «Рекрут» (1936).

## Электронные источники
- Станіслав Цалик, Пилип Селігей. Еврейские писатели — жители Ралита (укр.). web.archive.org. Дата обращения: 21 июля 2012.
- Резник // Литературная энциклопедия. Т. 9. — 1935. feb-web.ru. Дата обращения: 27 июля 2025.